# Wereldbeker mountainbike 2008
De Wereldbeker mountainbike 2008 werd gehouden van april tot september 2008. 

## Cross Country
| Datum | Locatie          | Land             | Winnaar          | Winnares             |
| ----- | ---------------- | ---------------- | ---------------- | -------------------- |
| 20/04 | Houffalize       | België           | Julien Absalon   | Ren Chengyuan        |
| 27/04 | Offenburg        | Duitsland        | Julien Absalon   | Irina Kalentieva     |
| 04/05 | Madrid           | Spanje           | Julien Absalon   | Gunn-Rita Dahle      |
| 31/05 | Vallnord         | Andorra          | Christoph Sauser | Marga Fullana        |
| 07/06 | Fort William     | Groot-Brittannië | Florian Vogel    | Marie-Hélène Prémont |
| 27/07 | Mont-Sainte-Anne | Canada           | Julien Absalon   | Marie-Hélène Prémont |
| 03/08 | Bromont          | Canada           | Julien Absalon   | Catharine Pendrel    |
| 30/08 | Canberra         | Australië        | Ralph Näf        | Irina Kalentieva     |
| 14/09 | Schladming       | Oostenrijk       | Christoph Sauser | Maja Wloszczowska    |

### Podium
Mannen
- Julien Absalon
- Christoph Sauser
- José Antonio Hermida

Vrouwen
- Marie-Hélène Prémont
- Catharine Pendrel
- Margarita Fullana

## Marathon
| Datum | Locatie  | Land      | Winnaar        | Winnares      |
| ----- | -------- | --------- | -------------- | ------------- |
| 16/03 | Manavgat | Turkije   | Thomas Dietsch | Pia Sundstedt |
| 05/10 | Ornans   | Frankrijk | Lonardo Paez   | Petra Heinzi  |

### Podium
Mannen
- Lonardo Paez
- Thomas Dietsch
- Alban Lakata

Vrouwen
- Pia Sundstedt
- Esther Süss
- Blaza Klemencic

## Down Hill
| Datum | Locatie          | Land             | Winnaar           | Winnares        |
| ----- | ---------------- | ---------------- | ----------------- | --------------- |
| 11/05 | Maribor          | Slovenie         | Sam Hill          | Sabrina Jonnier |
| 1/06  | Vallnord         | Andorra          | Gee Atherton      | Rachel Atherton |
| 8/06  | Fort William     | Groot-Brittannië | Greg Minnaar      | Tracy Moseley   |
| 26/07 | Mont-Sainte-Anne | Canada           | Greg Minnaar      | Rachel Atherton |
| 02/08 | Bromont          | Canada           | Sam Hill          | Rachel Atherton |
| 31/08 | Canberra         | Australië        | Greg Minnaar      | Tracy Moseley   |
| 14/09 | Schladming       | Oostenrijk       | Samuel Blenkinsop | Rachel Atherton |

### Podium
Mannen
- Greg Minnaar
- Sam Hill
- Gee Atherton

Vrouwen
- Rachel Atherton
- Sabrina Jonnier
- Tracey Mosely

## 4 Cross
| Datum | Locatie          | Land             | Winnaar                      | Winnares          |
| ----- | ---------------- | ---------------- | ---------------------------- | ----------------- |
| 10/05 | Maribor          | Slovenie         | Rafael Alvarez De Lara Lucas | Anneke Beerten    |
| 1/06  | Vallnord         | Andorra          | Dan Atherton                 | Anneke Beerten    |
| 7/06  | Fort William     | Groot-Brittannië | Jared Graves                 | Jana Horakova     |
| 27/07 | Mont-Sainte-Anne | Canada           | Rafael Alvarez De Lara Lucas | Meissa Buhl       |
| 03/08 | Bromont          | Canada           | Rafael Alvarez De Lara Lucas | Anneke Beerten    |
| 30/08 | Canberra         | Australië        | Jared Graves                 | Caroline Buchanan |
| 13/09 | Schladming       | Oostenrijk       | Romain Saladini              | Romana Labounkova |

### Podium
Mannen
- Rafael Alvarez De Lara Lucas
- Guido Tschugg
- Dan Atherton

Vrouwen
- Anneke Beerten
- Anita Molcik
- Melissa Buhl